# Wacław Śniechowski
Wacław Śniechowski (ur. 4 kwietnia 1908, zm. 20 marca 1935) – oficer polskiej Marynarki Wojennej, podporucznik marynarki, oskarżony o zdradę i skazany na karę śmierci.

## Życiorys
Absolwent Szkoły Podchorążych Marynarki Wojennej z 13. lokatą, skierowany do korpusu morskiego ze starszeństwem od 13 sierpnia 1931 roku, pełnił później służbę w Dywizjonie Okrętów Podwodnych. Zwerbowany przez Abwehranebenstelle Danzig, od lipca 1932 do stycznia 1935 roku był prowadzony przez ppłka Oskara Reile, z którym spotykał się m.in. w hotelu Deutsches Haus w Gdańsku, dostarczył gdańskiemu oddziałowi Abwehry dokumenty marynarki o dużym znaczeniu wojskowym, charakterystyki komandorów Eugeniusza Pławskiego, Aleksandra Mohuczego i Edwarda Szystowskiego – ówczesnych dowódców polskich okrętów podwodnych ORP „Wilk”, ORP „Ryś” i ORP „Żbik”, dokładny opis układów minowych tych okrętów wraz ze szkicem połączeń w komorze minowej, oraz wiele innych informacji o polskich jednostkach Dywizjonu Okrętów Podwodnych.
Aresztowany 13 stycznia 1935 roku i postawiony przed sądem wojskowym w Grudziądzu, który wobec bezspornego udowodnienia mu winy, 30 stycznia 1935 roku skazał go na karę śmierci przez rozstrzelanie. Wyrok wykonano 20 marca tego samego roku.